# 工藤景
工藤 景（くどう けい / KEI KUDO、1991年2月26日 - ）は、日本の男性モデル、ダンサー、俳優、歌手。東京都杉並区出身。フリーランス。

## 来歴
- 2014年、ファッションブランド「デシグアル (Desigual)」のコレクションへの出演をきっかけにモデルとしての活動を始める。
- 2016年、アメリカを拠点とする世界的なダンスメディアStep x Step Danceから日本人として初のフューチャーをうける。
- 2017年、FUJIFILM「Camera Magazine」の表紙モデルに起用される。
- 2019年、都営大江戸線六本木駅にて展示されたU-NEXT「人生と映画展」の広告に出演。
- 2020年、下着ブランドWacoalやイヤフォンメーカーAVIOT×石野卓球のモデルに起用される。
- 2021年、日本テレビ系土曜ドラマ『ボイスII』主題歌でもある、BLUE ENCOUNTの囮囚のMusic Videoにメインダンサーとして起用される。また、Vancouver Fashion Weekにて日本のファッションブランドであるisxnotのブランドムービーにて主演を務めた。
- 2022年、自身初となる楽曲「花泥棒」と「とつおいつ」の2曲をKEI KUDO名義でリリース。

## 主な出演

### テレビ番組
- 踊RI場（2014年・テレビ東京）
- ビットワールド（2017年・NHK教育テレビジョン）
- 『ぷっ』すま（2018年・テレビ朝日）

### テレビドラマ
- バベル九朔（2020年・日本テレビ・シンドラ） - くらまし 役
- 純愛ディソナンス(2022年・フジテレビ系「木曜劇場」)  - 6話 ピアニスト 役

### 映画
- 火だるま槐多よ（2023年12月23日、渋谷プロダクション） - 元村葉 役[1]
- 静かなるドン2 後編 2024年9月13日) - 米山役

### MUSIC VIDEO
- 花澤香菜「大丈夫」
- SKUUTA D'RULA「Lit!」
- THE WASTED「Inside Out」
- KAT-TUN「GO AHEAD」
- ReVision of Sense「嫌いにさせてよ」(振付兼出演)
- KEN.「Y.A.V.A.Y」
- DOBERMAN INFINITY「ガッチだぜ !!」
- 宮野真守「光射す方へ」
- ASKA「PRIDE」
- BLUE ENCOUNT「囮囚」
- 米津玄師「POP SONG」
- THE ORAL CIGARETTES「MACHINEGUN」
- 三人楽器「Pentagon」

### CM・広告
- けやき坂46(ひらがなけやき) × earth music&ecology KANKO Label (2017年)
- 東京シティ競馬（TCK) ダイアモンドターン篇 (2017年)
- ロシア S7航空 (2018年)
- タマホーム 「ミュージカル新妻聖子編」 (2019年)
- コカコーラ 「New flavor (ヨーロッパ限定配信)」 (2020年)
- AVIOT × 石野卓球 コラボモデル TE-D01d mk2-TQ (2020年)
- BROS by WACOAL MEN (2020年)
- ZOZO TOWN 「ZOZO MUSIC SHOW テクノ」篇（ZOZOSALE ver.）(2023年)

### モデル
- デシグアル (Desigual) × Love Spiral Channel (2014年)
- FUJI FILM Camera Magazine vol.2 (2017年)
- U-NEXT「人生と映画展」(2019年)
- ネットの大学「managara」 (2020年)
- isxnot 「Vancouver Fashion Week」VFW Digital FW21 (2021年)